# Johann Maximilian von Schellendorff
Johann Maximilian Freiherr von Schellendorff, auch Max von Schellendorff genannt (* 13. August 1645; † 31. März 1703) war kurfürstlich sächsischer Kammerherr.

## Leben
Johann Maximilian Freiherr von Schellendorff wurde als zweiter Sohn von Wolf August Carl Freiherr von Schellendorff und Sophie Elisabeth Gräfin von Solms-Baruth geboren. Als Maximilian von Schellendorf 20 Jahre alt war, verstarb der Vater und Bruder Friedrich Magnus von Schellendorff übernahm den Besitz des Vaters. Nur ein Jahr nach dem Tod des Vaters verstarb jedoch auch Friedrich Magnus 1667. Maximilian von Schellendorff wurde somit Standesherr in Königsbrück und Herr des Gutes Klitschdorf (Kliczków). 
Im November 1668 fand Maximilians Hochzeit mit Johanna Margarete Freiin von Friesen auf Schönfeld statt. Die drei gemeinsamen Söhne starben aber schon im Kindesalter. Um seiner Frau das Erben seiner Güter möglich zu machen, war es nötig, die Güter in ein sogenanntes „freies Erbe“ umzuwandeln. Maximilian von Schellendorff stellte deshalb 1670 den Antrag auf Vorritt.
Das Successionspactum (Vertrag über die Erb- und Rechtsnachfolge) wurde nach erfolgreichem Vorritt durch Kurfürst Johann Georg II. für Maximilian Freiherr von Schellenberg unterzeichnet. Von Schellenberg, der vor seinem frühen Tod 1703 einige Jahre gesundheitlich angeschlagen war, schaffte mit der dafür erforderlichen Zeremonie eine beachtliche Leistung. Er verhinderte damit zwar, dass das Erbe in fremde Hände gelangte, von Schellendorffs gab es nach dessen Ableben nicht mehr in den Herrschaften Königsbrück und Klitzschdorf.
Als Standesherr war Maximilian von Schellendorff auch für die Zünfte zuständig. So bestätigte er am 15. August 1670 die Zunft der Schmiede, Schlosser, Schwertfeger (Waffenschmiede) und Büchsenmacher in Königsbrück. Am 5. September 1670 bestätigte er die Artikel der Schneider. Zu Lichtmess 1671 bestätigte er die Zunft der Büttner, Wagner, Seiler, Glaser und am 12. April 1682 die Artikel der Bäcker.
Am 31. März 1703 verstarb er mit 58 Jahren nach längeren gesundheitlichen Beschwerden.